# Massacre au pensionnat
Pour plus de détails, voir Fiche technique et Distribution.
Massacre au pensionnat (en anglais : Slaughterhouse Rulez) est une comédie horrifique britannique co-écrite et réalisée par Crispian Mills, sorti en 2018.

## Synopsis
D'origine modeste, le jeune Don Wallace intègre la prestigieuse école privée de Slaughterhouse. Alors qu'il découvre l'établissement et ses règles très strictes, un gouffre se forme près d'un site de fracturation hydraulique, livrant le passage à d'impitoyables monstres. Un nouvel ordre hiérarchique s'établit alors que les élèves, leurs professeurs et le directeur de l'école s'engagent dans une bataille sanglante pour leur survie...

## Fiche technique
- Titre original : Slaughterhouse Rulez
- Titre français : Massacre au pensionnat
- Réalisation : Crispian Mills
- Scénario : Henry Fitzherbert et Crispian Mills
- Montage : Peter Christelis
- Musique : Jon Ekstrand
- Photographie : John de Borman
- Production : 	Charlotte Walls et Huberta Von Liel
- Sociétés de production : Stolen Picture, Catalyst Global Media, Sony Pictures et Columbia Pictures
- Société de distribution : Sony Pictures
- Pays d'origine :  Royaume-Uni,  États-Unis
- Langue originale : anglais
- Format : couleur
- Genre : comédie horrifique
- Durée : 103 minutes
- Dates de sortie : 
  -  Royaume-Uni : 31 octobre 2018
  -  France : 24 mai 2019 (VOD)

## Distribution
- Asa Butterfield : Willoughby Blake
- Finn Cole : Don Wallace
- Hermione Corfield : Clemsie Lawrence
- Michael Sheen : "The Bat"
- Nick Frost : Woody
- Simon Pegg : Mr. Meredith Houseman
- Margot Robbie : Audrey
- Isabella Laughland (en) : Kay
- Tom Rhys-Harries : Clegg
- Max Raphael : Hargreaves
- Kit Connor : Wootton
- Louis Strong : Smudger
- Jo Hartley : Babs Wallace
- Jamie Blackley : Caspar De Brunose
- Jane Stanness : Matron
- Jassa Ahluwalia : Yuri
- Alex Macqueen : Lambert
- Charles Fitzherbert : Tompkinson
- Nick Kellington : The Beast and Protestor